# Waiting Period
Waiting Period est le dernier roman publié par Hubert Selby Jr en 2002. Le roman est un moyen pour Hubert Selby Jr de s'en prendre à l'Amérique de George W. Bush. 

## Résumé
Un homme solitaire souffrant de dépression décide de s'acheter une arme pour se suicider. Cependant l'armurier lui annonce que son fusil ne lui parviendra que dans quelques jours. 
Il choisit alors, au lieu de se supprimer de s'en prendre à la société et à tous ceux qui profitent de leur pouvoir pour opprimer les autres.

## Éditions

### Édition originale
- Waiting period, Marion Boyars Publishers, Incorporated, 2002  (ISBN 978-0714530710)

### Éditions françaises
- Waiting period, Flammarion, coll. Pop culture, 2005  (ISBN 978-2080686046)
- Waiting period, 10/18, Domaine étranger n°3989, 2007,  (ISBN 978-2264043795)